# Citepuseun
Citepuseun is een bestuurslaag in het regentschap Lebak van de provincie Banten, Indonesië. Citepuseun telt 2381 inwoners (volkstelling 2010).